# Cuil
Cuil — американская компания и одноимённая поисковая система, основанная выходцами из компании Google Анной Пэттерсон и её мужем Томом Костелло.

## Поисковая система
Новая поисковая система была создана на средства венчурных фондов (общий объём инвестиций — $33 млн).
Поисковой индекс Cuil насчитывает более 127 миллиардов страниц.
К концу 2008 года посещаемость поисковой системы упала до самой низкой отметки за год.
23 сентября 2010 года cuil прекратил существование.